# Lago Crosa
O Lago Crosa é um lago formado por dois lagos separados por uma pequena distância entre eles, acentuada por um desnível do terreno localizados no cantão de Ticino, na Suíça. 
A parte superior Lago Crosa está localizado a uma altitude de 2153 m e tem uma superfície de 0,17 km². Quanto ao lago menor, este está a uma altitude de 2116 m e tem uma área de 7 ha.